# Biserica de lemn din Farcașa
Biserica de lemn din Farcașa, județul Neamț, a fost construită în anul 1774 suferind ulterior o serie de modificări. Are hramul „Cuvioasa Paraschiva”. Biserica se află pe noua listă a monumentelor istorice sub codul LMI:NT-II-m-A-10618.

## Istoric și trăsături
Ridicată la 1774, conform unei inscripţii descoperite pe o strană, biserica este clădită din bârne de brad, pe talpă de brad şi temelie de piatră uscată. La colţuri, bârnele sunt încheiate în cheotori.
Se remarcă prin măiestria artistică ancadramentele uşilor de la intrarea în pridvor şi în pronaos ornamentate cu rozete - motivul luminii, al soarelui - şi funia sculptată în relief - motivul vieţii. 
Portalul de intrare este realizat din lemn de ulm, iar cuiele folosite la prinderea bârnelor din lemn de tisa.
Catapeteasma ce se găseşte în prezent în biserică datează de la 1853 şi a fost adusă de la biserica de zid din sat. Catapeteasma originală, datată 1837, este desfăcută şi aşezată pe pereţii de bârne. 
Biserica adăpostește și numeroase icoane de o deosebită valoare artistică.
În biserică s-a slujit neîntrerupt până în 1955, când slujbele s-au mutat în biserica nouă. Bombardat în 1916, transformat în grajd de armata germană în 1944, lăcaşul de cult a fost salvat de la ruinare de părintele Ioan Preotu care a refăcut biserica în anul 1951, pe cheltuiala sa.

## Imagini

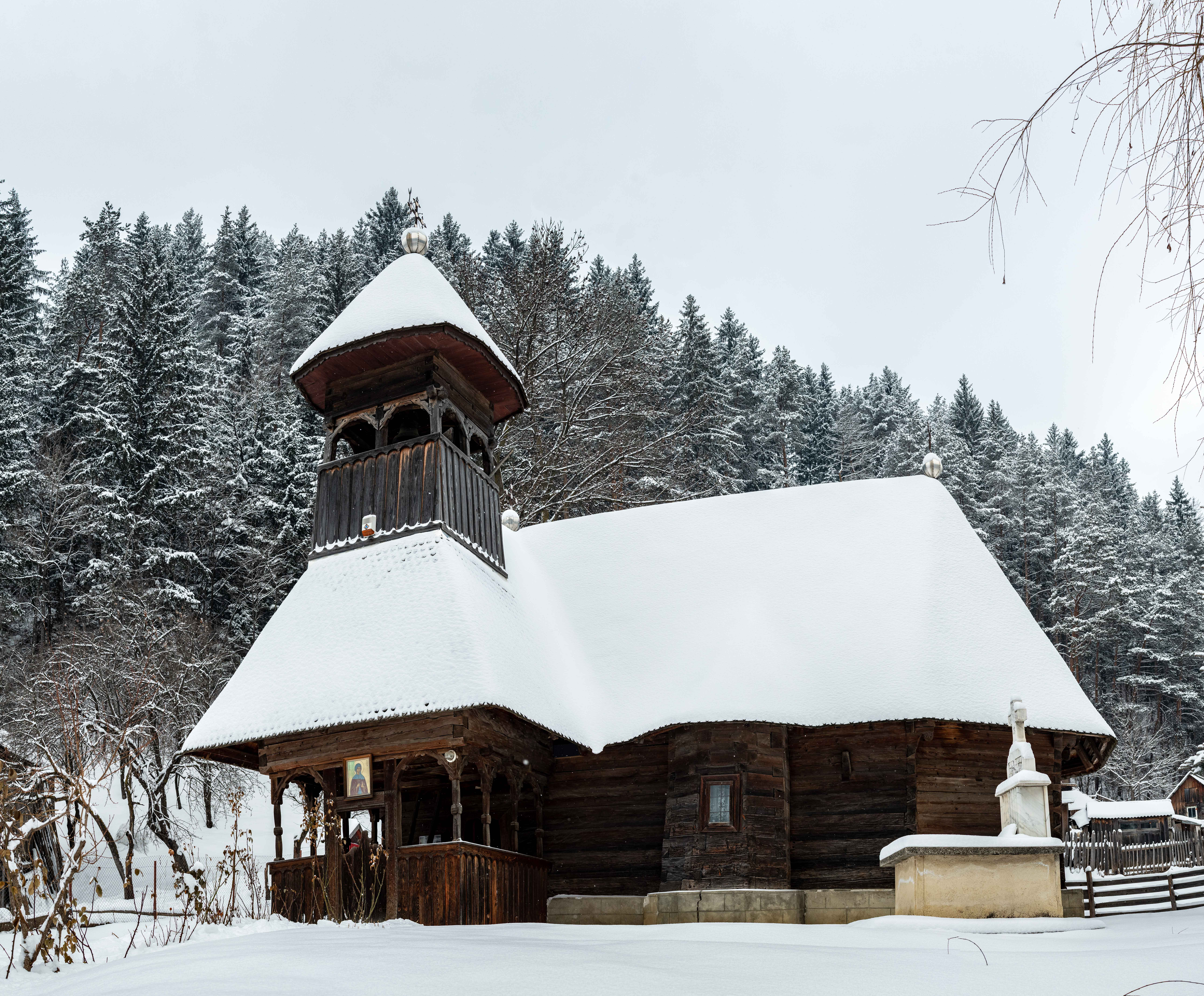
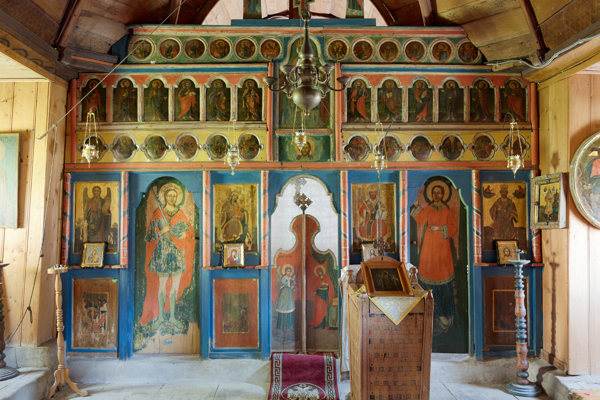
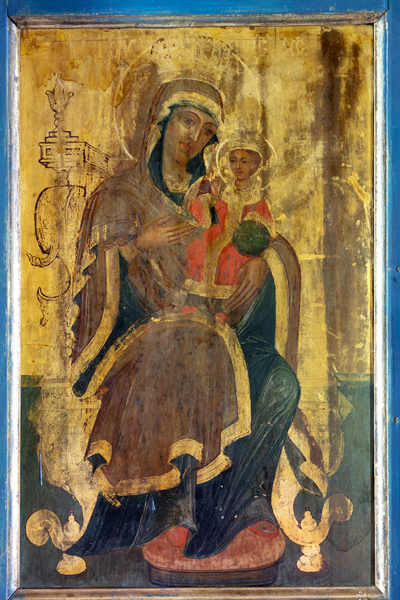
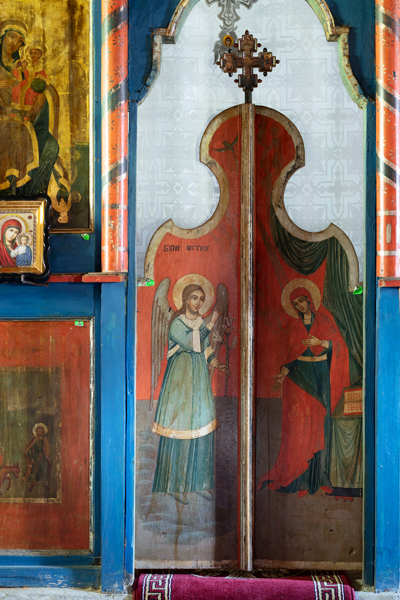
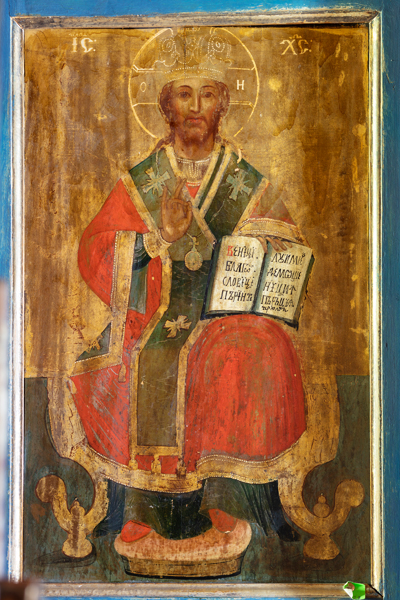
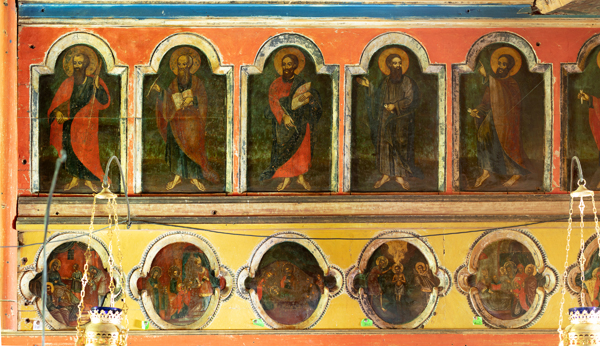
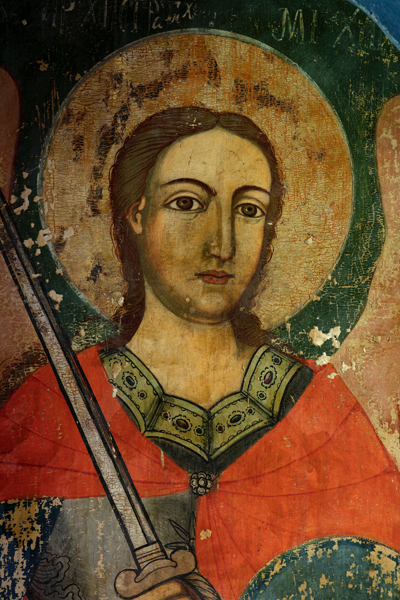
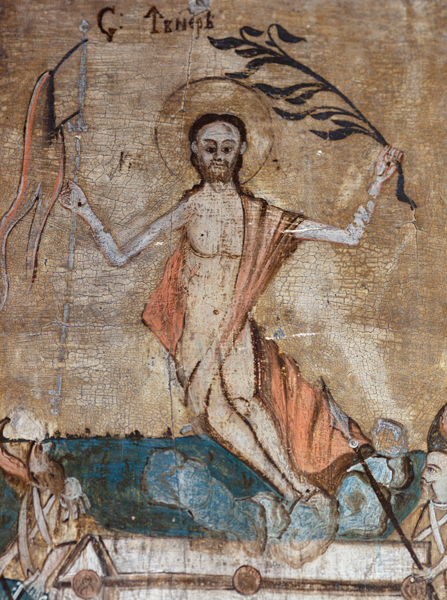
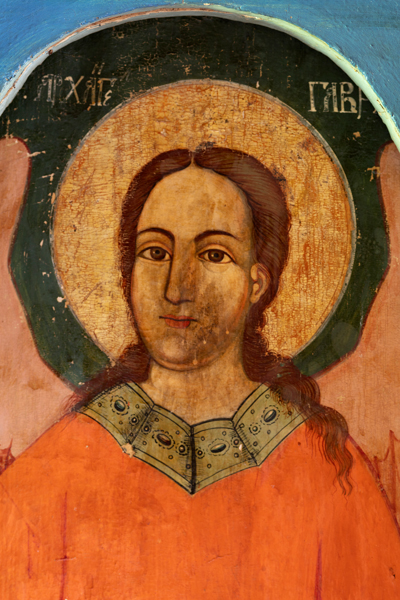
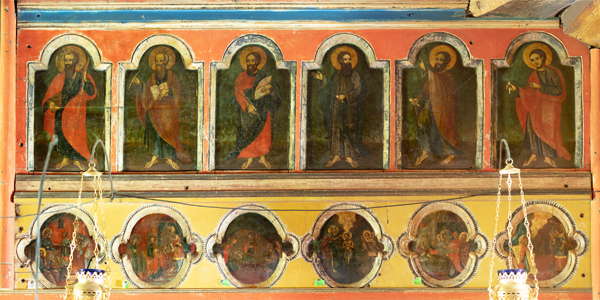
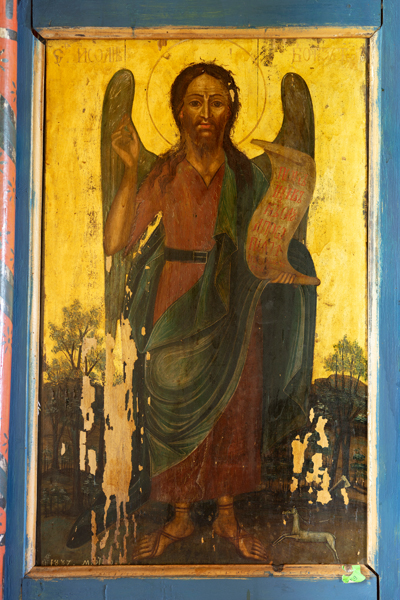
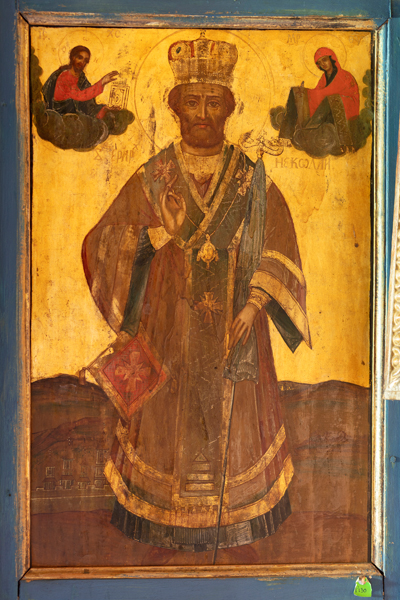
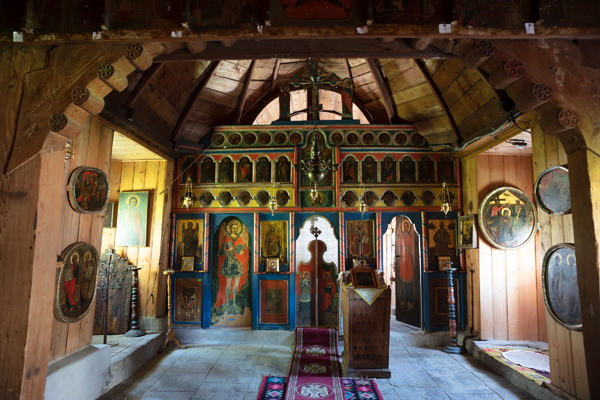
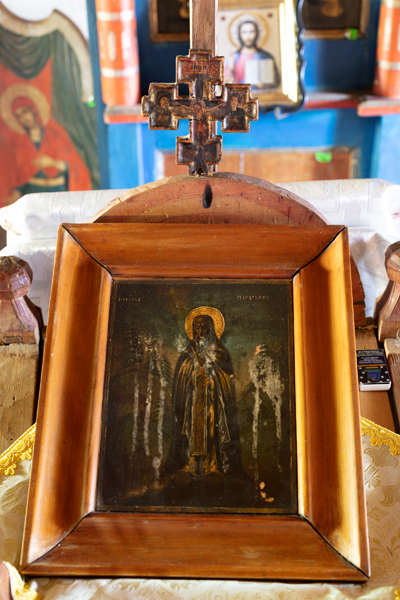
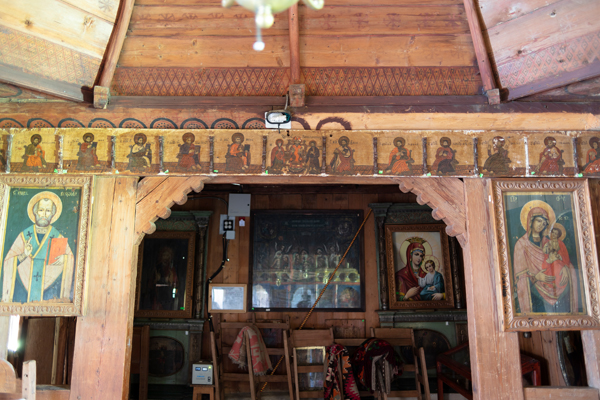
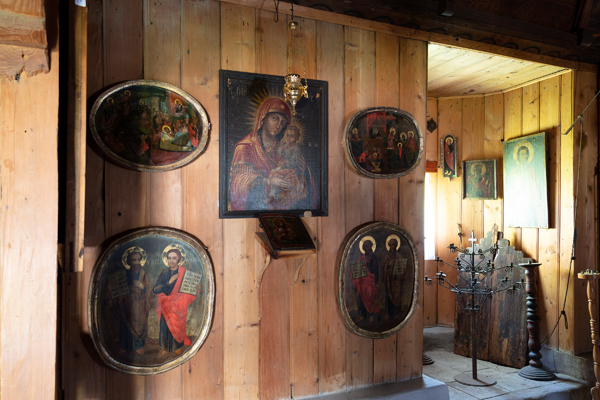
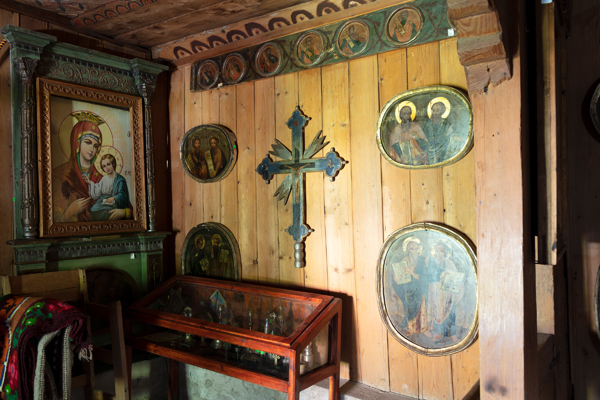
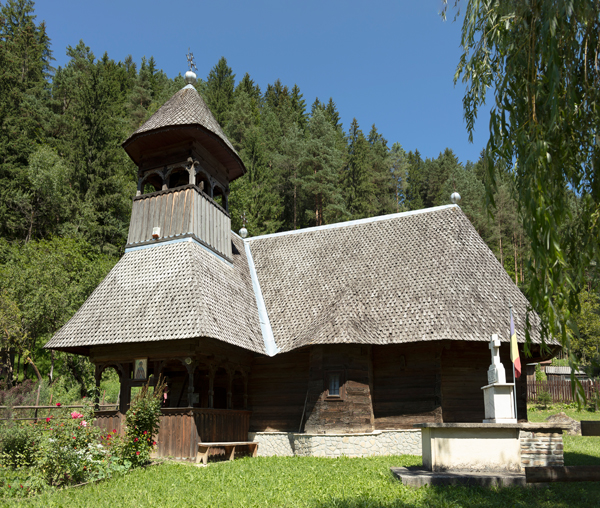